# Kriftel
Kriftel est une municipalité allemande située dans le land de la Hesse et l'arrondissement de Main-Taunus.

## Jumelage
- Airaines (France) depuis le 30 mai 1981[1]